# Prieuré de Saint-Lézer
Le prieuré de Saint-Lézer est un ancien monastère de l’ordre de Saint-Benoît à Saint-Lézer dans les Hautes-Pyrénées. Le prieur du monastère était subordonné à l'abbé de Cluny.

## Histoire
Déjà à la fin du VIe siècle un monastère était fondé, dédié à saint Félix et saint Lézer. Il était situé à flanc de coteau au-dessus de la ville et à droite sous le mur de l'ancienne cité gallo-romaine Castrum Bigorra .
Le premier monastère était détruit par les Arabes au VIIIe siècle (732 / bataille de Poitiers) et à nouveau au IXe siècle par les Vikings (attaques récurrentes depuis 840).
Au début du XIe siècle (la date exacte n'est pas connue), le monastère a été rétabli. Le comte de Bigorre et l’évêque de Bigorre l’ont assumé à la souveraineté de l'abbaye de Cluny.
Dans le cadre de la Révolution française Bertrand Barère a acheté le monastère, il le cassait et vendait pierre par pierre .
L'église en état du XVIIIe siècle est conservée et peut être visitée.

## Divers
Le Prieuré est situé sur le tracé du GR 101 en continuité de la Via Tolosana, un des quatre chemins en France du pèlerinage de Saint-Jacques-de-Compostelle.

## Littérature
- Cocquerel, Roland : Castrum Bigorra Saint-Lézer ; Société Ramond, Bagnères-de-Bigorres 1993
- Darles, Christian : Castrum Bigorra Saint-Lézer – Mémoire cachée des Pyrénées ; communauté de communes Vic-Montaner ; 2013.